# Hyden (West-Australië)
Hyden is een plaats in de regio Wheatbelt in West-Australië. Het ligt 292 kilometer ten oostzuidoosten van Perth, 382 kilometer ten noordwesten van Esperance en 64 kilometer ten oosten van Kondinin. Hyden staat bekend om de toeristische rotsformaties Wave Rock, Mulka's Cave en Hippo's Yawn.

## Geschiedenis
De streek lag ten tijde van de Europese kolonisatie in het leefgebied van de Njakinjaki Nyungah Aborigines. Door de zuidelijker levende Aborigines werden ze de Njagi genoemd en werd over hen verteld dat ze naakt liepen en een onverstaanbare taal spraken. Door de noordelijker levende Aborigines werden ze de Mudila genoemd, een denigrerende benaming die men gaf aan stammen die niet aan circumcisie of penissplijting (En: subincision) deden. Er werden door de eerste kolonisten echter weinig tekenen van de aanwezigheid van Aborigines in de streek gevonden. Volgens sommigen spraken Aboriginesouderen een taboe uit over de streek vanwege de legende van Mulka. In Mulka's Cave zijn wel Aboriginesrotstekeningen te vinden.
De legende van de Mulka Cave:

Mulka was de zoon van een vrouw die verliefd werd op een man waarmee ze niet mocht trouwen. Toen ze de regels naast zich neerlegde en beviel van zijn zoon bleek hij scheel te kijken waardoor hij niet met een speer kon jagen. Mulka leefde daarom in een grot, jaagde op kinderen en at hen op. Toen zijn moeder hem zijn antisociaal gedrag verweet vermoordde hij haar. Hij vluchtte en de leden van de stam gingen hem achterna. Hij werd nabij Dumbleyung, 156 kilometer ten zuidwesten van Hyden, ingehaald en gedood. Zijn lichaam werd niet begraven maar voor de mieren achtergelaten, een serieuze waarschuwing voor andere overtreders van de wet.
De eerste Europeanen die in de streek neerstreken waren sandelhoutsnijders, gevolgd door pastoralisten die er af en toe schapen lieten grazen. De streek was zeer droog en lag ver naar het oosten waardoor het de belangrijkste ontwikkelingen die de Wheatbelt onderging miste: de goldrush op het einde van de 19e eeuw, de ontwikkeling van de graanindustrie na 1900 en de aanleg van de spoorwegen door de Western Australian Government Railways ter ondersteuning van de graanindustrie en de ontwikkeling van de Wheatbelt.
Pas in de jaren 1920 streken landbouwers in de streek neer. Het eerste graan werd in 1927 gezaaid. In 1929 werd begonnen met de bouw van een dam om water op te vangen van enkele rotsformaties waaronder Hyden Rock en in 1932 bereikte de spoorweg uit Kondinin de dam. De dam maakte deel uit van een overheidsprogramma om 3.500 boerderijen, in de nog niet in cultuur gebrachte gebieden in het zuidwesten van West-Australië, op te richten. Dat jaar werd Hyden officieel gesticht. Het werd vernoemd naar de nabijgelegen rots. De rots, Hyden Rock, zou naar een sandelhoutsnijder zijn genoemd die Hyde heette en ooit in de nabijheid ervan leefde. Volgens sommige bronnen werd Hyden in 1932 slechts opgemeten, was er discussie over de eigenlijke locatie van de plaats en werd het dorp pas op 3 mei 1968 officieel gesticht. In 1934 werd een school geopend. De school zou tot in 1977 blijven uitbreiden.
In 1937 plaatste Co-operative Bulk Handling Group graansilo's in Hyden. Tijdens de Tweede Wereldoorlog werd nabij Hyden een startbaan aangelegd. Na de oorlog kreeg Hyden een postkantoor (1946) en een gemeenschapshuis (1953). In 1957 werd de spoorweg buiten dienst gesteld maar drie jaar later werd ze terug geopend omdat de wegen voor het vervoer van graan en superfosfaat niet geschikt bleken. In 1966, nadat Wave Rock als toeristische trekpleister begon op te komen, werd begonnen met de bouw van een hotel. In 1971 werd een verplegingspost geopend en in februari 1978 opende toenmalig premier Charles Court het zwembad van Hyden.

## Beschrijving
Hyden maakt deel uit van het landbouwdistrict Shire of Dumbleyung. Het is een verzamel- en ophaalpunt voor de oogst van de graanproducenten uit de streek die bij de Co-operative Bulk Handling Group aangesloten zijn.
In 2021 telde Hyden 384 inwoners, tegenover 281 in 2006.
Hyden heeft een kinderdagcentrum, gemeenschapshuis, bibliotheek, Silver Chain verplegingspost, 'Community Resource Centre', zwembad en een camping.

## Toerisme
Hyden zou een onbeduidende dorpje zijn ware het niet dat het vlak bij de toeristische trekpleister Wave Rock ligt. Er zijn echter nog meer bezienswaardigheden:
- Wave Rock, Mulka's Cave en Hippo's Yawn, bekende rotsformaties rond Hyden waar men ook kan wandelen
- The Lace Place, een museum over kant
- The Pioneer Town Museum, een streekmuseum
- The Miniature Soldier Museum, een museum met een verzameling miniatuursoldaatjes en een stuk van de originele rabbit-proof fence
- Magic Lake, een meer nabij Wave Rock waarvan het water soms verkleurt
- The Wildlife Park, een dierenpark met inheemse en uitheemse dieren
- Hyden Street Scape Art, sculpturen gemaakt van afgedankte landbouwmachines die de geschiedenis van Hyden verhalen
- Indigenous Tour Western Australia en Australian Aboriginal Cultural Tours organiseren informatieve daguitstappen over de geschiedenis en cultuur van de Aborigines

## Transport
Hyden ligt langs State Route 40. De GE2 busdienst van Transwa die tussen Perth en Esperance rijdt doet Hyden eenmaal per week aan.
Hyden is een kopstation van een spoorweg waarover enkel nog graantreinen van CBH Group rijden.
Er ligt een startbaan in Hyden: Hyden Airport (ICAO: YHYD).

## Klimaat
Hyden kent een koud steppeklimaat, BSk volgens de klimaatclassificatie van Köppen. De gemiddelde jaarlijkse temperatuur bedraagt 17,1 °C en de gemiddelde jaarlijkse neerslag ligt rond 334 mm.

## Galerij

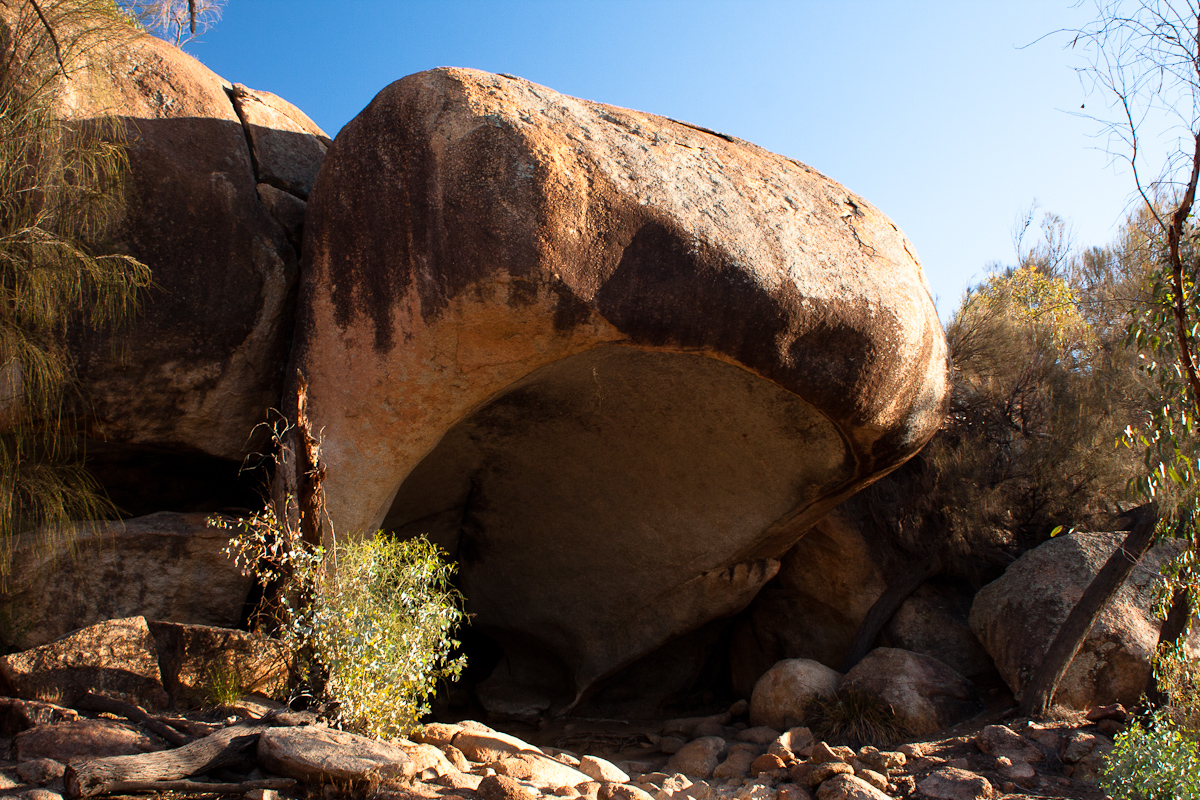
Hippo's Yawn
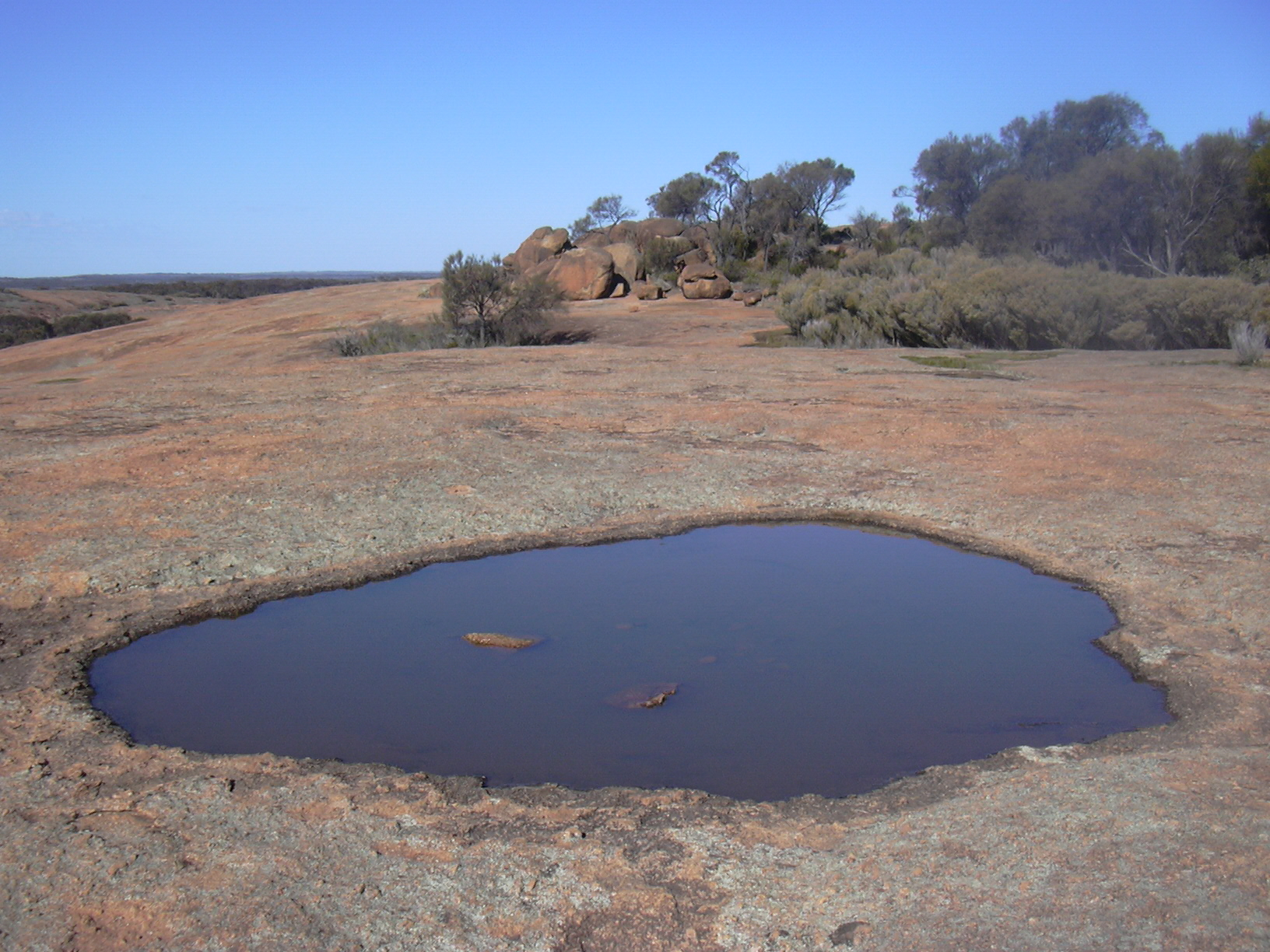
Hyden Rock
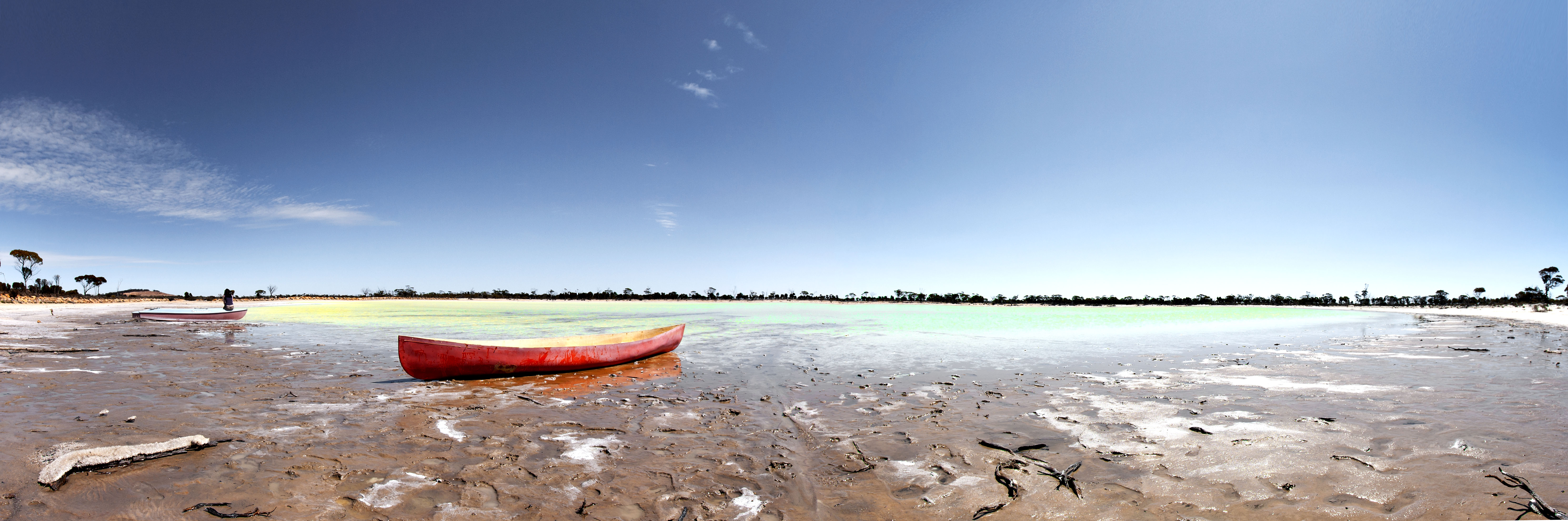
Lake Magic
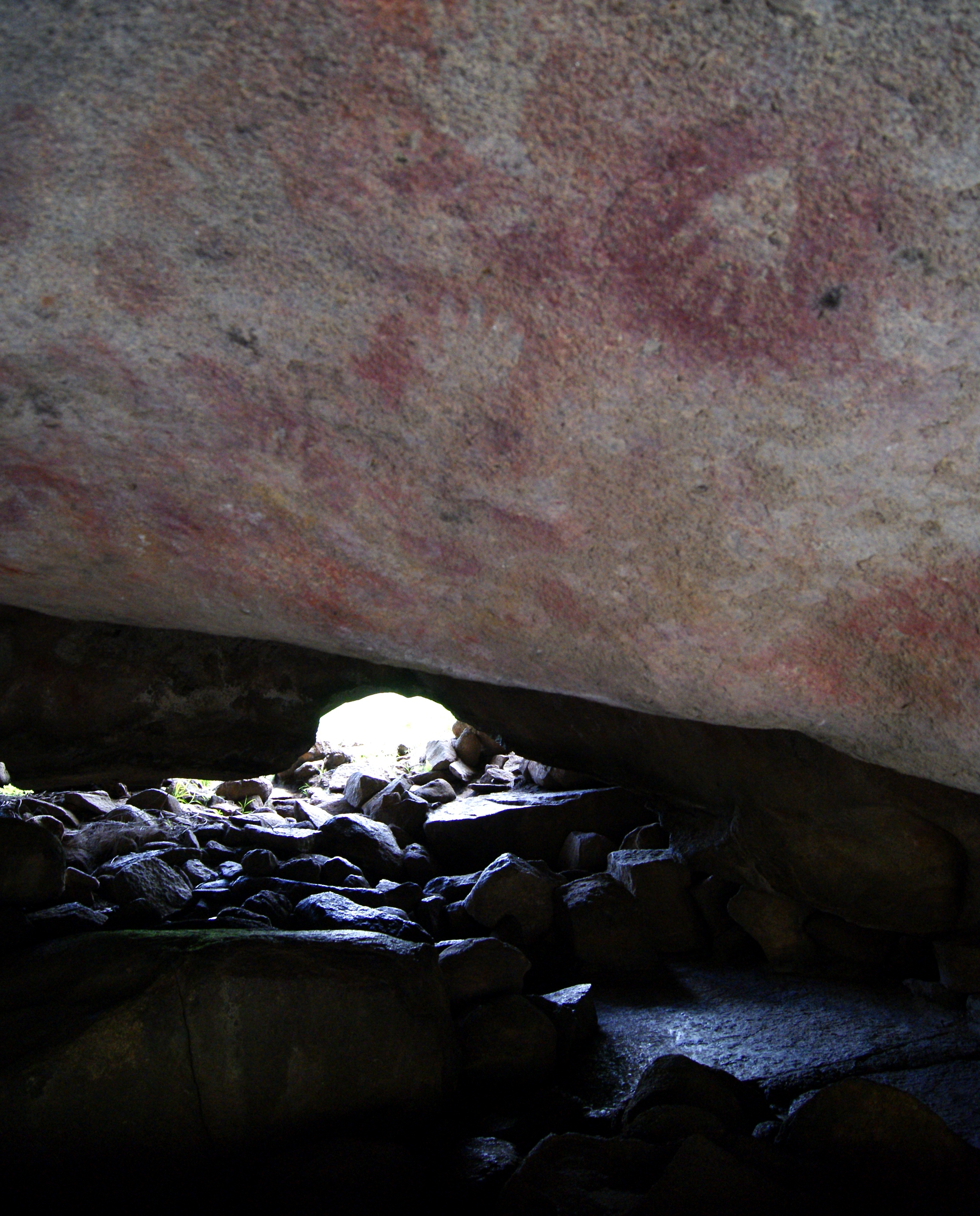
Mulka's Cave
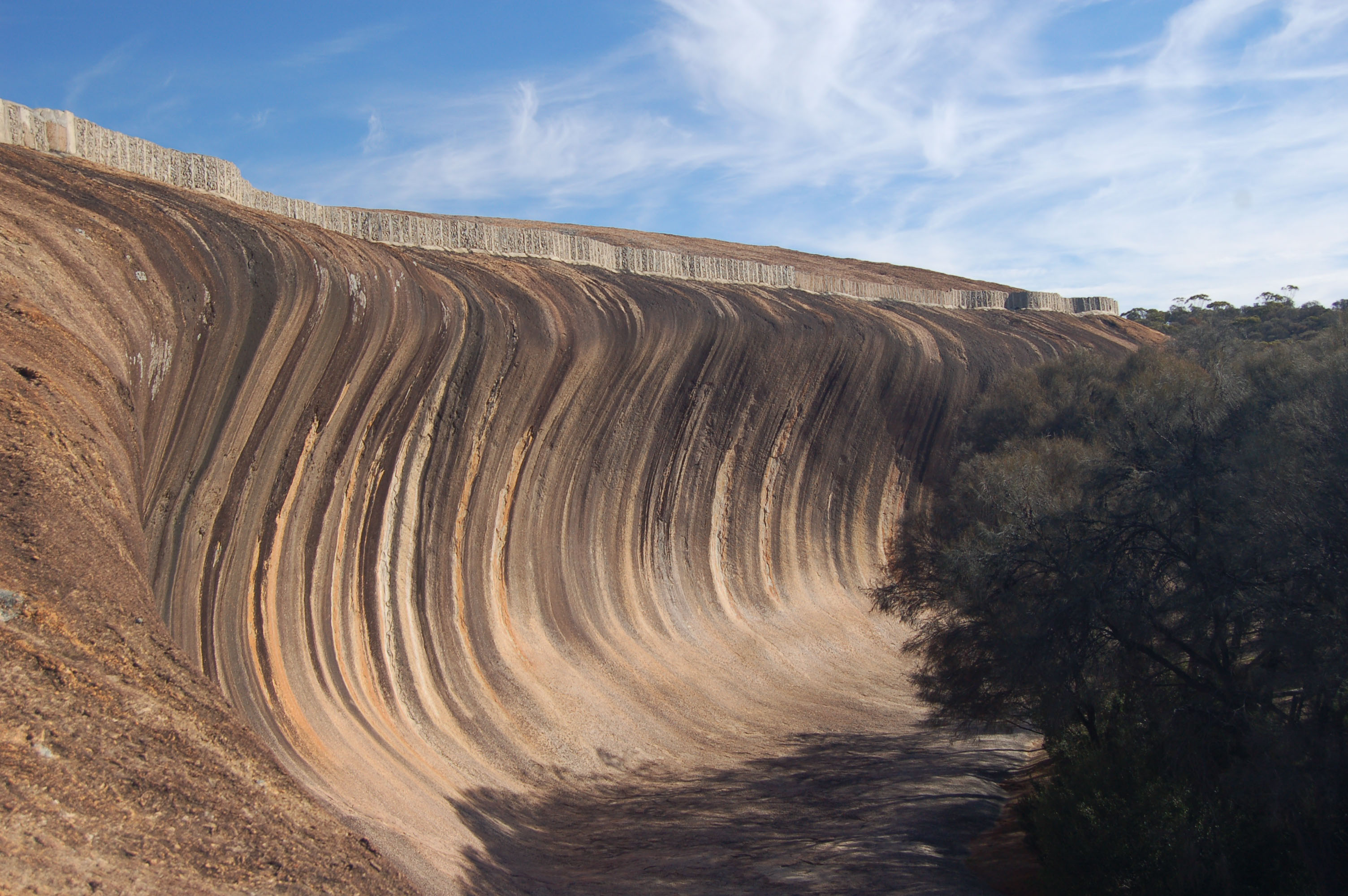
Wave Rock
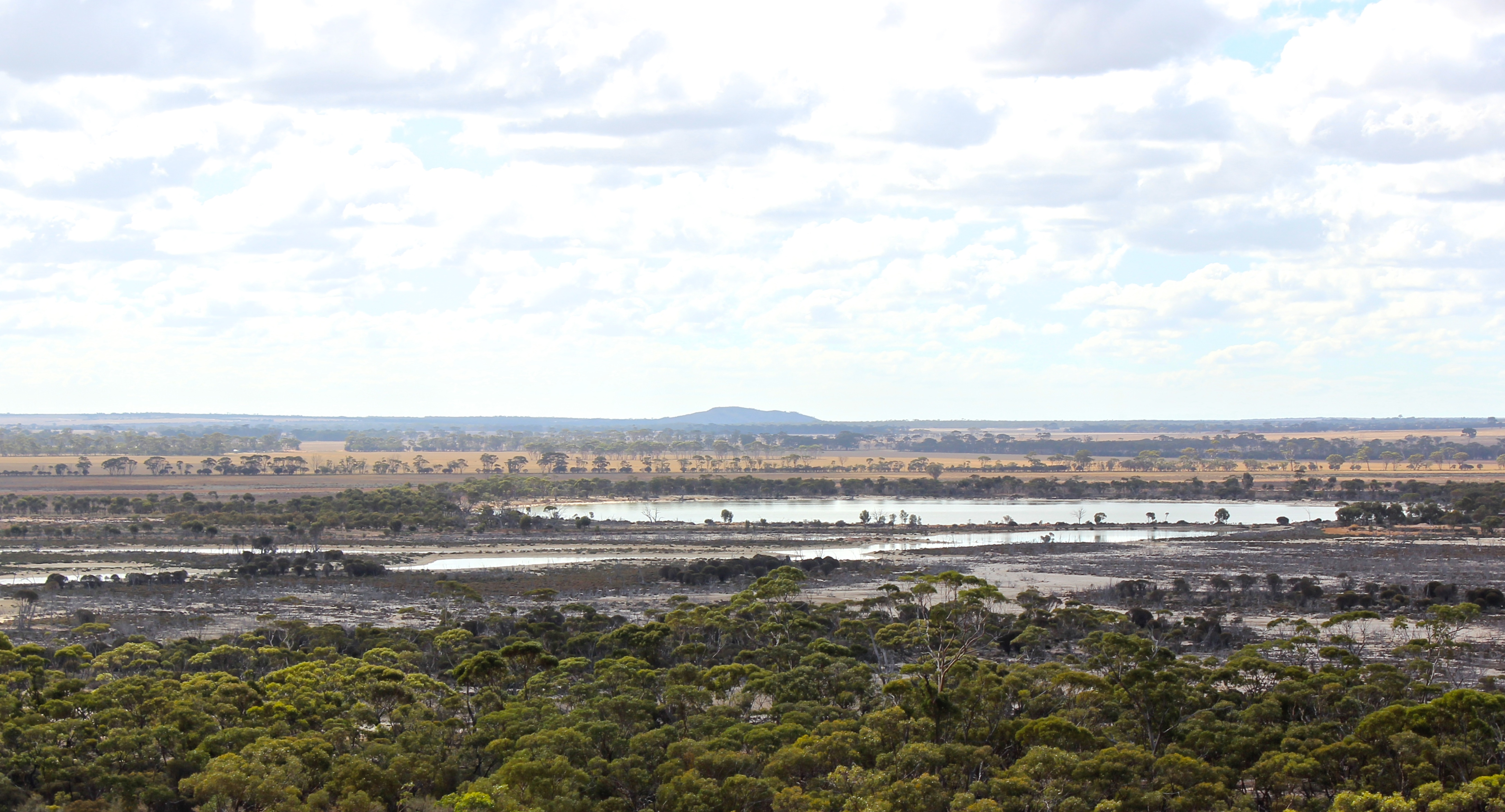
bovenop Wave Rock

Aldersyde · Amery · Ardath · Arthur River · Baandee · Babakin · Badgingarra · Badjaling · Bailup · Bakers Hill · Balkuling · Ballaying · Ballidu · Beacon · Beenong · Beermullah · Bejoording · Belka · Bencubbin · Bendering · Benjaberring · Beverley · Bilbarin · Bindi Bindi · Bindoon · Bodallin · Bolgart · Bonnie Rock · Boolading · Booraan · Brookton · Bruce Rock · Bullaring · Bullfinch · Bulyee · Bungulla · Buntine · Burakin · Burracoppin · Cadoux · Calingiri · Campion · Caraban · Carrabin · Cataby · Cervantes · Chandler · Chittering · Clackline · Cold Harbour · Congelin · Coomberdale · Copley · Corrigin · Cowcowing · Crossman · Cuballing · Culbin · Cunderdin · Dalwallinu · Dandaragan · Dangin · Darkan · Dattening · Dongolocking · Doodlakine · Dowerin · Dudinin · Dumbleyung · Duranillin · Dwarda · Ejanding · Elabbin · Erikin · Gabbin · Gingin · Goomalling ·  Grass Valley · Greenhills · Guilderton · Gwambygine · Harrismith · Highbury · Hines Hill · Holt Rock · Hyden · Jelcobine · Jennacubbine · Jennapullin · Jitarning · Jurien Bay · Kalannie · Karlgarin · Kellerberrin · Kondinin · Kondut · Koojan · Koolyanobbing · Koorda · Korbel · Korrelocking · Kukerin · Kulin · Kulja · Kulyaling · Kunjin · Kununoppin · Kweda · Kwelkan · Kwolyin · Lancelin · Lake Brown · Lake Grace · Lake King · Ledge Point · Manmanning · Marvel Loch · Meckering · Meenaar · Merredin · Miling · Minnivale · Mogumber · Mokine · Moodiarrup · Mooliabeenee · Moora · Moorine Rock · Moorumbine · Moulyinning · Mount Hardey · Mount Kokeby · Mount Walker · Muchea · Mukinbudin · Muntadgin · Nalya · Nangeenan · Narembeen · Narrogin · New Norcia · Newdegate · Nilgen · Nokaning · North Bannister · Northam · Nukarni · Nungarin · Pantapin · Piawaning · Piesseville · Pingaring · Pingelly · Pithara · Popanyinning · Quairading · Quindanning · Regans Ford · Seabird · Shackleton · Southern Cross · Spencers Brook · Tammin · Tincurrin · Toodyay · Trayning · Varley · Wagin · Walebing · Walgoolan · Wandering · Wannamal · Watheroo · Welbungin · West Dale · West Toodyay · Westonia · Wialki · Wickepin · Wilbinga · Williams · Wongan Hills · Woodridge · Wubin · Wundowie · Wyalkatchem · Yealering · Yelbeni · Yellowdine · Yilliminning · Yerecoin · York · Yorkrakine · Yornaning · Yoting · Youndegin